# Benigno Oreja Elósegui
Benigno Oreja Elósegui (Ibarranguelua, 13 de febrero de 1878-San Sebastián, 26 de diciembre de 1962) fue un urólogo y político español de pensamiento tradicionalista.

## Biografía
Tras acabar la carrera de Medicina en la Universidad de Valladolid en 1902, marchó a París, donde se especializó en urología. En 1905 se estableció en San Sebastián, donde un año después fundó la clínica San Ignacio, que pronto destacó en su faceta quirúrgica, atrayendo a pacientes de toda España. De 1920 a 1924 fue presidente del Colegio de Médicos de Guipúzcoa, cargo en el que volvería a repetir en el periodo de 1940 a 1946. En 1923 participó en el Congreso Hispano-Portugués de Urología, donde presentó la ponencia de una técnica quirúrgica propia: "Técnica de prostatectomía y sus resultados". En 1924 presidió la Academia Médico Quirúrgica de San Sebastián.
Fue miembro fundador de la Asociación Española de Urología (1911) y el primer médico en realizar una transfusión sanguínea brazo a brazo en Guipúzcoa.
En 1933 colaboró activamente en la creación del Instituto Radio Quirúrgico de San Sebastián, actual Onkologikoa, junto con Luis Ayestaran Gabaraín.
Fue el patriarca de la urología en el País Vasco y maestro de numerosos urólogos. Destacó por su extraordinaria labor doctrinal, sobre todo en patología prostática; todos los años se desplazaba a diversos centros extranjeros para mantenerse al día en el diagnóstico y en las técnicas quirúrgicas, de las que desarrolló una propia de uretrotomía perineal.
Antes de la Guerra Civil colaboró con la Sociedad de Estudios Vascos (Eusko Ikaskuntza).
De ideas tradicionalistas, cuando estalló la guerra le encomendaron en 1937 la dirección del hospital carlista Nuestra Señora de los Dolores de San Sebastián con el rango de coronel de Sanidad de los Requetés. Puso a su servicio los recursos materiales y humanos con que contaba en la clínica San Ignacio. También con cargo a su peculio organizó el consultorio de la Junta Nacional Carlista de Guerra.
Acabada la guerra fue delegado nacional de Sanidad, vocal en el Consejo General de Colegios Médicos y procurador en las Cortes Españolas por designación del jefe del Estado en los años 1943, 1946, 1949, 1952 y 1955. 
Entre otras condecoraciones recibió la Medalla de Oro al Mérito en el Trabajo en 1953 y la gran cruz de la Orden de Isabel la Católica. El Gobierno alemán le concedió en 1914 la Orden de la Corona por salvar la vida, mediante una complicada operación, a su agregado en París von Vinterfeld, que en un accidente en Toulouse había resultado con el sistema renal destrozado.
Era hermano de Ricardo y Marcelino Oreja Elósegui. Es el abuelo materno de Jaime Mayor Oreja.

## Publicaciones
Realizó múltiples publicaciones y ponencias, siendo las más destacadas las siguientes:
- Prostáticos sin próstata, tesis doctoral, Madrid, M. Tello, 1920;

- Técnica y resultado de la prostatectomía, ponencia en el II Congreso Hispano-Portugués de la AEU, Madrid, 1928;

- Las pielonefritis en los prostatectomizados, ponencia en el IV Congreso de la Sociedad Internacional de Urología, Madrid,

- La Medicina Ibera, 1930.